# 歯周基本治療
歯周基本治療（ししゅうきほんちりょう）とは、歯周疾患に対する治療の一つ。歯周外科手術に先立って行われる。
歯周基本治療の目的は、急性症状の緩和・炎症の軽減・原因の除去・歯周疾患の進行停止などである。
歯周疾患は患者の生活習慣に関連するものが多く、歯周疾患の治療における歯周基本治療はとても重要なものである。患者のモチベーションを高め、メインテナンスを成功に導く。
イニシャルプレパレーションとも呼ばれることもある。

## 歯周基本治療の目標
1. 急性症状の緩和を図る。
2. 慢性炎症を極力軽減する。
3. ブラッシングなどにより口腔衛生を確立する。
4. 咬合機能障害因子を除き、当面の咬合の確保を行う。
5. 患者の歯や口腔の健康維持に対するモチベーションを行う。
6. インフォームドコンセントの確立

## 処置内容
1. 応急処置
2. プラークコントロール
3. スケーリング及びルートプレーニング
4. 不良補綴物・修復物の修正・除去
5. 咬合機能回復処置
6. 暫間固定
7. 歯周ポケット
8. 齲蝕処置
9. 知覚過敏症の処置
10. 保存不可能な歯の抜歯
11. 習癖の改善